# Bernaville
Bernaville je francouzská obec v departementu Somme v regionu Hauts-de-France. V roce 2012 zde žilo 1 106 obyvatel.

## Sousední obce
Autheux, Beaumetz, Boisbergues, Domesmont, Épécamps, Fienvillers, Gorges, Heuzecourt, Le Meillard, Prouville, Ribeaucourt

## Vývoj počtu obyvatel
Počet obyvatel